# Bertha Stoneman
Bertha Stoneman (18 de agosto de 1866 – 30 de abril de 1943) fue una micóloga, botánica, y taxónoma estadounidense; y, profesora universitaria en Sudáfrica. Fue presidenta de la Huguenot University de 1921 a 1933, y fundadora de la Asociación sudafricana de Mujeres Universitarias.

## Educación y vida tempranas
Bertha nació en una granja cercana a Jamestown, Nueva York, hija de Byron Stoneman y Mary Jane Markaham. Su tía, Kate Stoneman, fue la primera mujer admitida a la Barra de abogados del Estado de Nueva York, y su tío George Stoneman fue un general en la guerra civil americana y más tarde gobernador de California. Bertha completó su licenciatura, maestría y doctorado en botánica por la Universidad Cornell en 1894 y 1896, respectivamente. Su disertación de defensa de tesis versó sobre antracnosis.

## Carrera

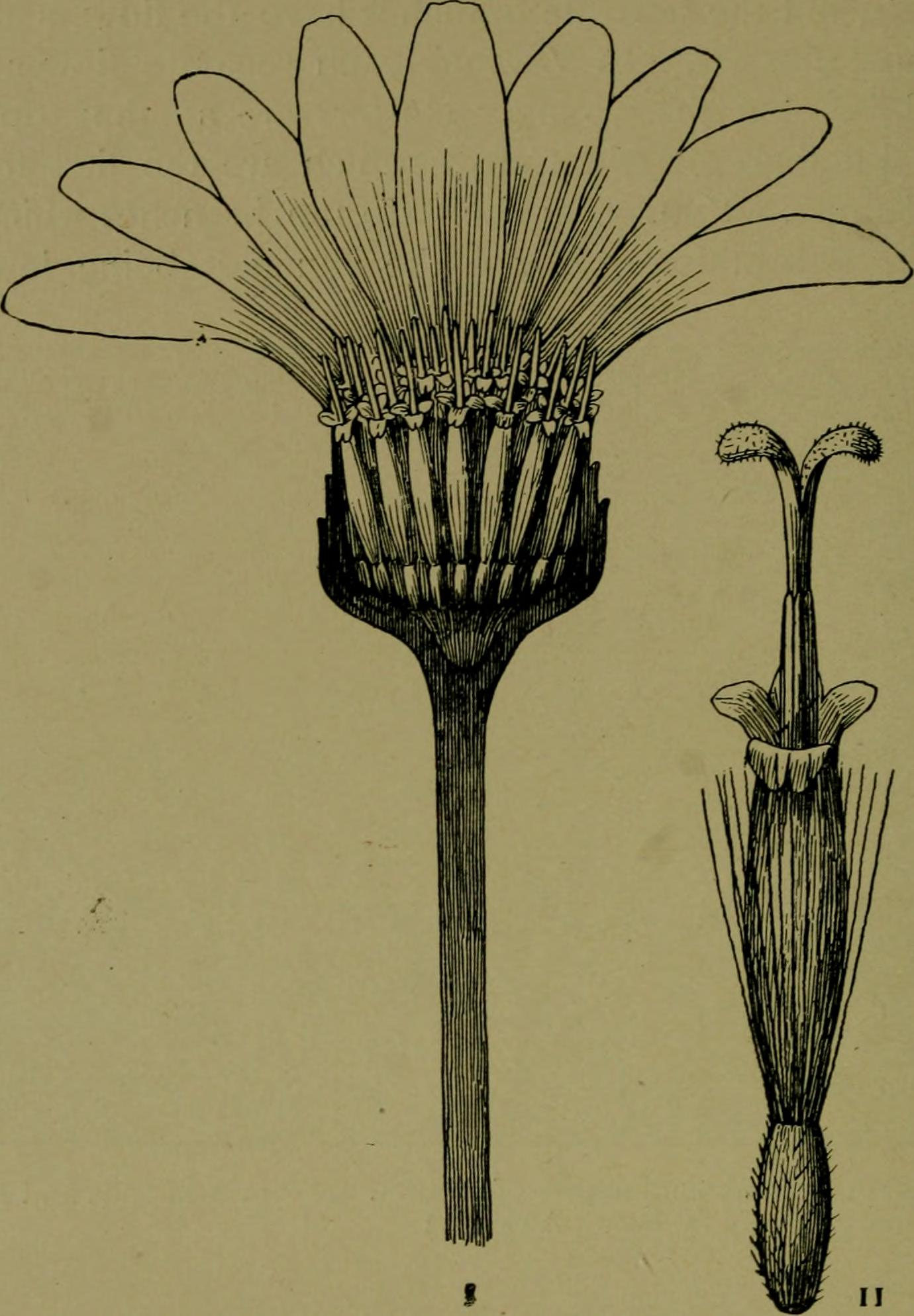
Una ilustración de Bertha Stoneman, Plantas y sus modos en Sudáfrica (1915) (14773569171)

Después de su licenciatura,  aceptó una posición como jefa del Departamento de Botánica en el Huguenot College, de mujeres en Wellington, Sudáfrica. Fue curadora del Herbario Huguenot donde desarrolló su colección de especímenes, y enseñó cursos en psicología y lógica, así como botánica.
En 1923,  fundó la Federación sudafricana de Mujeres Universitarias, y fue su primera presidenta. Devino rectora del Huguenot College en 1921, y se retiró de tal posición en 1933. Su texto, Plantas y sus Modos en Sudáfrica (1906) fue un texto ampliamente usado en escuelas sudafricanas, por varias décadas. Entre su alumnado notable se hallan Oliva Coates Palgrave y Ethel Doidge.

## Algunas publicaciones
- 1898. A comparative study of some anthracnoses. Bot. Gaz. 36 (2): 69–120, pla. 12

- 2016. PLANTS & THEIR WAYS IN SOUTH AFRICA. Ed. ilustrada de WENTWORTH Press, 404 p. ISBN 136348043X, ISBN 9781363480432

## Vida personal
Bertha falleció en su casa de Sudáfrica en 1943, a los 76 años. Sus papeles son resguardados en la Cornell University.

## Honores

### Eponimia
- Laboratorio botánico en la Universidad de Pretoria lleva su epónimo,
- La Asociación Sudafricana de Licenciadas otorga una membresía anual en su nombre.[13]

Especies zoológicas.
- Uzita berthae Maury[14]

- La abreviatura «Stoneman» se emplea para indicar a Bertha Stoneman como autoridad en la descripción y clasificación científica de los vegetales.[15]